# Ulla Schumacher-Percy
Ulla Schumacher Percy, född Schumacher 20 januari 1918 i Stockholm, död där 30 juni 2007, var en svensk textilkonstnär. 
Hon var dotter till direktör Gustaf Schumacher och Edith Fogelberg. Ulla Schumacher genomgick Otte Skölds målarskola 1936–1937, Tekniska skolan 1938–1941 och var därefter verksam inom hemslöjden. Från 1949 verkade hon som fri konstnär och utförde mattor, broderier, gobelänger, ridåer och textila utsmyckningar i kyrkor, sjukhus, ambassader och bibliotek. Som hennes främsta offentliga textil anses Adelcrantzväven (1979–1981) för departementskvarteret Björnen i Stockholm. Hon hade utställningar över hela Europa, i USA, Kanada, Mexiko och på Kuba. Hon tilldelades Prins Eugen-medaljen 1978. 
Schumacher-Percy är representerad på Nationalmuseum, Röhsska museet, Kulturen och andra institutioner. 
Ulla Schumacher-Percy var 1945–1955 gift med arkitekten Paul Percy (1911–2017), son till konstnären Arthur Percy och Kerstin Beckman. Hon är gravsatt i Vickleby på Öland.